# パット・ベンディット
- パット・ベンディート
- パット・ベンディッテ
- パット・ベンディッタ
- パット・ベンディティー

パトリック・マイケル・ベンディット（Patrick Michael Venditte, 英語発音: /ˈpætrɪk ˈmaɪkəl vənˈdɪti/, 英語発音: \ven-DITT-ee\; 1985年6月30日 - ）は、アメリカ合衆国ネブラスカ州オマハ出身の元プロ野球選手。ポジションは投手。両投左打。
1901年以降の近代MLBでは、グレッグ・ハリスに次ぎ2人目となるスイッチピッチャーとして知られる。

## 経歴

### プロ入り前
ネブラスカ州オマハで生まれる。イタリア系4世。3歳の頃、父親が両手を同じように使えることを見つけ、それからキャッチボールやアメリカンフットボールのパントなど、両手両足を平等に使わせる練習をさせた。
進学したクレイトン大学ではミズノ特製の6本指グラブを入手して、両手投げ投手として活躍した。3年時にはカンファレンス優勝の栄誉に輝き、2007年度のノースウッドリーグオールスターゲームにも南部選抜の一員として出場、登板を果たした。この年のMLBドラフト45巡目（全体1345位）でニューヨーク・ヤンキースからで指名されたが、入団はしなかった。

### プロ入りとヤンキース傘下時代
2008年のMLBドラフト20巡目（全体620位）で再びヤンキースから指名を受け、プロ入り。この年は傘下のA-級スタテンアイランド・ヤンキースでクローザーを務め、30試合に登板して1勝0敗23セーブ、防御率0.83という好成績で最初のシーズンを終えた。
2009年はA級チャールストン・リバードッグスでスタートし、6月26日にA+級タンパ・ヤンキースに昇格した。
2011年は、AA級トレントン・サンダーで主に中継ぎとして51試合に登板し、防御率3.40を記録。
2012年はAAA級スクラントン・ウィルクスバリ・ヤンキースで開幕を迎えた。右肩関節唇損傷のため7試合の登板にとどまったが、防御率2.77を記録した。
2013年開幕前の3月に、第3回WBCのイタリア代表に選出された。この大会では、4試合に登板。右肩の故障のため、左腕のみで投球した。

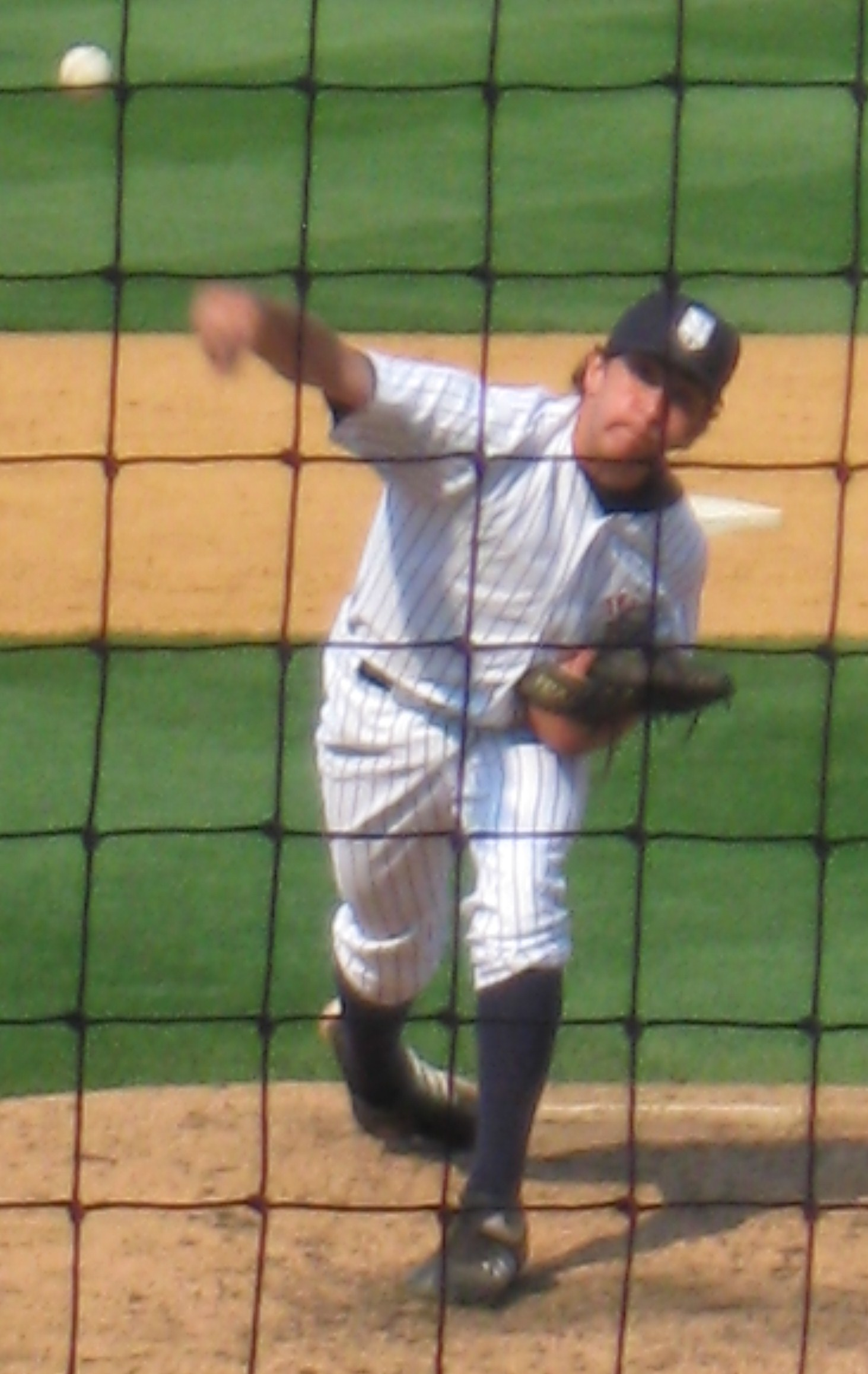
右投投球時のベンディット
(2008年9月4日)

シーズンは7月にルーキー級ガルフ・コーストリーグ・ヤンキース（1・2）で復帰。8月にA+級タンパへ昇格。4試合に登板し、8月中旬にAA級トレントンへ昇格。AA級トレントンでは8試合に登板し1勝2敗・防御率3.97だった。オフはリーガ・メヒカーナ・デル・パシフィコに参加し、カニェロス・デ・ロス・モチスに所属した。
2014年は、イタリア代表として、第33回ヨーロッパ野球選手権大会に出場した。

### アスレチックス時代
2014年11月20日にオークランド・アスレチックスとマイナー契約を結んだ。
2015年6月5日にメジャー契約を結んでアクティブ・ロースター入りし、その日のボストン・レッドソックス戦で7回裏より救援投手としてメジャー初登板。1995年のグレッグ・ハリス以来、20年ぶりのスイッチピッチャーの登板となった。この試合では2回を投げ、無失点だった。8回裏には、スイッチヒッターのブレイク・スワイハートと対戦。メジャーリーグにおいて、後述の「パット・ベンディット・ルール」が初めて適用された。ベンディットは、右投げを選択し左打席のスワイハートからメジャー初奪三振を挙げた。6月12日、右肩の張りのために15日間の故障者リスト入りした。故障者リストに入れずに右肩が良くなるまでは左投げに専念させればよいのではないかという声も挙がったが、両腕で投げられなければ通用しないと首脳陣が判断した上での措置だろうと解釈されている。その後、8月30日のアリゾナ・ダイヤモンドバックス戦では延長10回から投げ、2回無失点でメジャー初勝利を挙げた。

### ブルージェイズ時代
2015年10月19日にウェイバー公示を経てトロント・ブルージェイズへ移籍した。
2016年、ブルージェイズでは8試合にリリーフ登板したが、防御率5.19、WHIP1.73と打ち込まれ傾向だった。

### マリナーズ時代
2016年8月6日に後日発表選手（9月30日にティム・ロープスと発表）とのトレードで、シアトル・マリナーズへ移籍した。マリナーズ加入後は7試合に投げたが、防御率6.08と更に打ち込まれた。一方で、13.1イニングを投げて12奪三振と、投球内容がやや改善した部分もあった。合計では、15試合のリリーフ登板で防御率5.73・WHIP1.59だった。オフの12月1日に40人枠を外れる形でAAA級タコマ・レイニアーズへ配属された。

### フィリーズ傘下時代

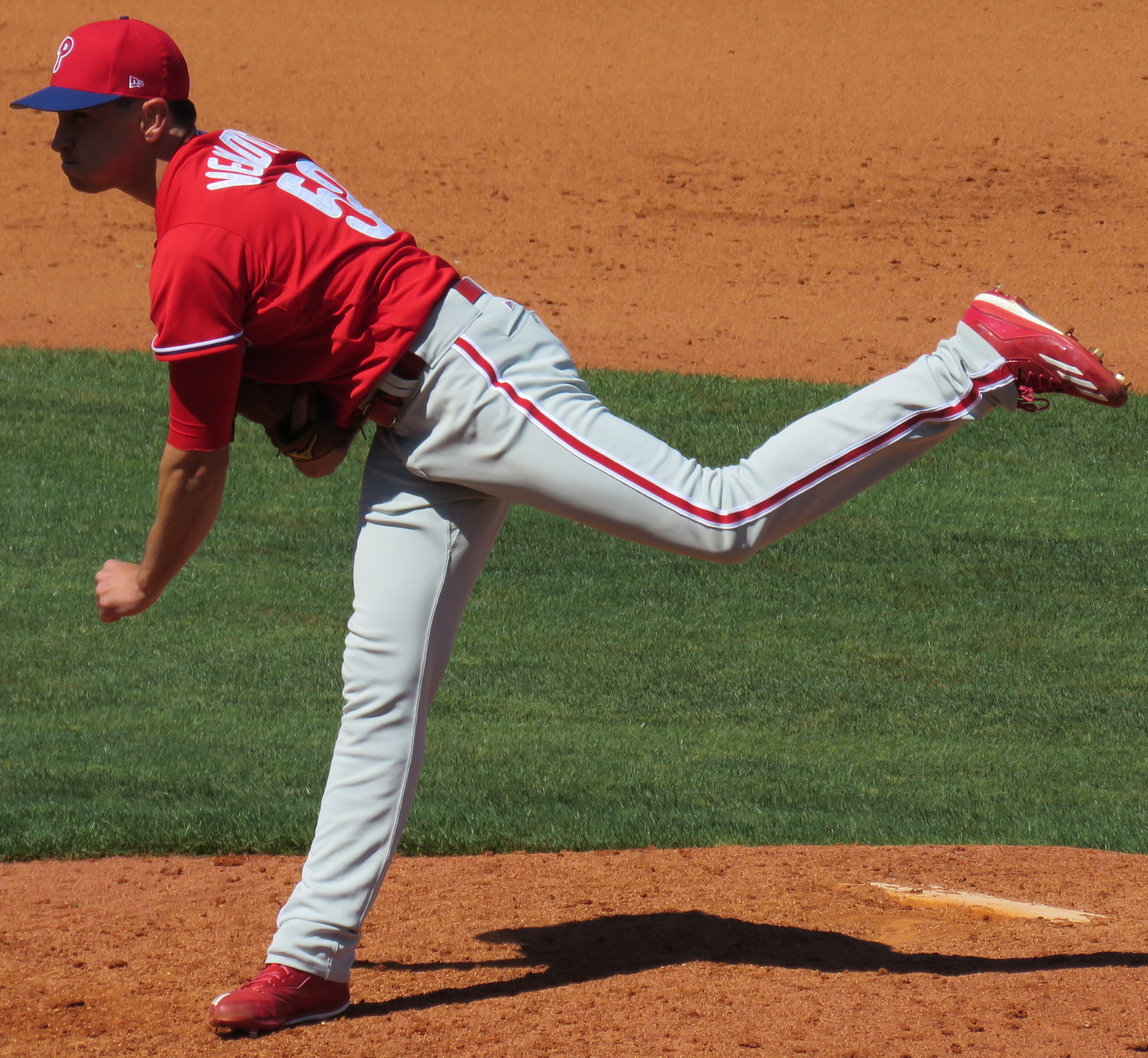
フィラデルフィア・フィリーズ時代
(2017年3月19日)

2017年3月12日にジョーイ・カーレッタとのトレードで、フィラデルフィア・フィリーズへ移籍した。この年は傘下のAAA級リーハイバレー・アイアンピッグスでプレーし、52試合に登板して9勝5敗2セーブ・防御率3.36・69奪三振の成績を残した。オフの11月6日にFAとなった。

### ドジャース時代

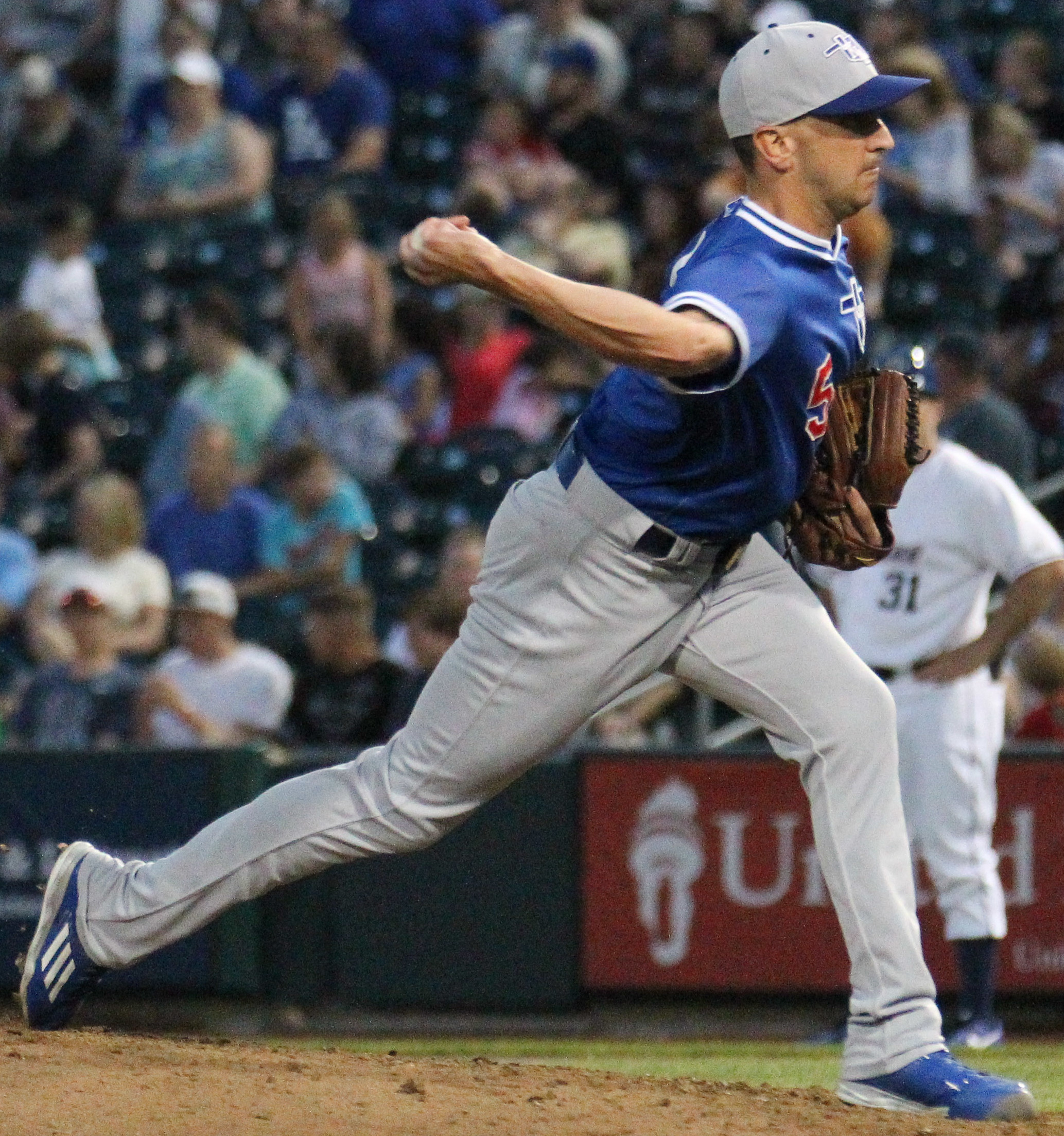
AAA級オクラホマ時代
(2018年6月23日)

2017年11月27日にロサンゼルス・ドジャースとマイナー契約を結んだ。
2018年の開幕は傘下のAAA級オクラホマシティ・ドジャースで迎え、5月12日にメジャー契約を結んでアクティブ・ロースター入りした。オフの11月28日にDFAとなった。

### ジャイアンツ時代
2018年12月21日にサンフランシスコ・ジャイアンツと1年契約を結んだ。
2019年5月7日にDFAとなり、11日にマイナー契約で傘下のAAA級サクラメント・リバーキャッツへ配属された。レギュラーシーズン終了後の10月4日にFAとなった。

### マーリンズ時代
2020年1月3日にマイアミ・マーリンズとマイナー契約を結んでスプリングトレーニングに招待選手として参加することになったと報じられ、6日に正式公示された。8月8日にメジャー契約を結んでアクティブ・ロースター入りした。オフの10月29日にマイナー契約となった後、同日中にFAとなった。
2021年10月、出身校であるクレイトン大学のスポーツ殿堂表彰を受けたことが報じられた際、既に引退していることが明らかにされた。同年3月のスプリングトレーニングでメジャー球団からの参加招待や契約提示がなく、5月頃に引退を決断したという。

## 選手としての特徴

### スイッチピッチャー
左右両方の腕で投球ができる、プロレベルでは極めて希少なスイッチピッチャーとして知られる。もともとは右投げであるが、3歳の時から父親の指導で左投げも練習するようになった。右では縦に大きく割れるカーブ、左ではスライダーを武器とする。かつては、右がオーバースローの本格派、左がサイドスローの軟投派と投球フォームやスタイルも異なっていた（直球の最速は右が146km/h、左が133km/h=大学当時）。しかしながら、右肩の故障などによって右においてもサイドスローに近い投球フォームへと転向し、2015年のメジャー初登板の際には、左右双方でサイドスローからの投球を行った。
登板の際に使用しているグラブは、国際FAXで注文した6本指グラブ（近田豊年やグレッグ・ハリスなど、ベンディット以前の両投げ投手のためにミズノ社が開発したもの）で、投げる腕に合わせて左右の手のどちらにも装着できるようになっている。
試合中の投球練習（5球まで）でも、左で2球投げてから右で3球と、両方の腕で練習を行っている。

### パット・ベンディット・ルール
2008年6月19日のプロデビュー戦（対ブルックリン・サイクロンズ）で、9回二死一塁の場面からスイッチヒッターのラルフ・エンリケスと対戦。「スイッチピッチャー対スイッチヒッター」という夢の対決を実現させる。
当初左で準備していたベンディットだが、エンリケスが右打席に入ったのを見て右にスイッチ。それを見たエンリケスが左打席に…といったように、1球目を投げる準備におよそ5分も要してしまう。これに業を煮やしたベンディットは審判に抗議、最終的に見かねた審判が協議の上、まず先に打者のエンリケスが打席を選択するよう指示。右対右の対決となり、ベンディットが三振を奪って勝利した。
「打席と投球する腕の選択では、投手と打者のどちらが優先するか」というルールがリーグに存在しなかったこと、「右対左」「左対右」といったように、打者から見て相手の利き腕と逆の打席に入る方が有利であることが生んだエピソードであった。
その後、「投手が先にどちらで投げるか示さなければいけない」という公式ルールが定められた。これは俗に「パット・ベンディット・ルール」と呼ばれている。
これを受けて、日本でも2010年の公認野球規則に8.01(f)が追加された。

## 詳細情報

### 年度別投手成績
| 年 度    | 球 団    | 登 板 | 先 発 | 完 投 | 完 封 | 無 四 球 | 勝 利 | 敗 戦 | セ 丨 ブ | ホ 丨 ル ド | 勝 率 | 打 者 | 投 球 回 | 被 安 打 | 被 本 塁 打 | 与 四 球 | 敬 遠 | 与 死 球 | 奪 三 振 | 暴 投 | ボ 丨 ク | 失 点 | 自 責 点 | 防 御 率 | W H I P |
| -------- | -------- | ----- | ----- | ----- | ----- | -------- | ----- | ----- | -------- | ----------- | ----- | ----- | -------- | -------- | ----------- | -------- | ----- | -------- | -------- | ----- | -------- | ----- | -------- | -------- | ------- |
| 2015     | OAK      | 26    | 0     | 0     | 0     | 0        | 2     | 2     | 0        | 2           | .500  | 119   | 28.2     | 22       | 3           | 12       | 0     | 0        | 23       | 0     | 0        | 14    | 14       | 4.40     | 1.19    |
| 2016     | TOR      | 8     | 0     | 0     | 0     | 0        | 0     | 0     | 0        | 1           | ----  | 44    | 8.2      | 11       | 1           | 4        | 0     | 1        | 7        | 0     | 0        | 8     | 5        | 5.19     | 1.73    |
| 2016     | SEA      | 7     | 0     | 0     | 0     | 0        | 0     | 0     | 0        | 0           | ----  | 58    | 13.1     | 13       | 4           | 7        | 1     | 1        | 12       | 0     | 0        | 10    | 9        | 6.08     | 1.50    |
| '16計    | SEA      | 15    | 0     | 0     | 0     | 0        | 0     | 0     | 0        | 1           | ----  | 102   | 22.0     | 24       | 5           | 11       | 1     | 2        | 19       | 0     | 0        | 18    | 14       | 5.73     | 1.59    |
| 2018     | LAD      | 15    | 0     | 0     | 0     | 0        | 0     | 0     | 0        | 0           | ----  | 57    | 14.0     | 11       | 1           | 3        | 1     | 2        | 9        | 0     | 0        | 4     | 4        | 2.57     | 1.00    |
| 2019     | SF       | 2     | 0     | 0     | 0     | 0        | 0     | 0     | 0        | 0           | ----  | 19    | 3.1      | 4        | 1           | 2        | 0     | 2        | 2        | 0     | 0        | 6     | 6        | 16.20    | 1.80    |
| 2020     | MIA      | 3     | 0     | 0     | 0     | 0        | 0     | 0     | 0        | 0           | ----  | 15    | 4.1      | 1        | 0           | 0        | 0     | 0        | 5        | 0     | 0        | 0     | 0        | 0.00     | 0.23    |
| MLB：5年 | MLB：5年 | 61    | 0     | 0     | 0     | 0        | 2     | 2     | 0        | 3           | .500  | 312   | 72.1     | 62       | 10          | 28       | 0     | 6        | 58       | 0     | 0        | 42    | 38       | 4.73     | 1.24    |

- 2020年度シーズン終了時

### 年度別守備成績
| 年 度 | 球 団 | 投手（P） | 投手（P） | 投手（P） | 投手（P） | 投手（P） | 投手（P） |
| 年 度 | 球 団 | 試 合     | 刺 殺     | 補 殺     | 失 策     | 併 殺     | 守 備 率  |
| ----- | ----- | --------- | --------- | --------- | --------- | --------- | --------- |
| 2015  | OAK   | 26        | 1         | 3         | 0         | 0         | 1.000     |
| 2016  | TOR   | 8         | 0         | 0         | 0         | 0         | ----      |
| 2016  | SEA   | 7         | 0         | 3         | 0         | 1         | 1.000     |
| '16計 | SEA   | 15        | 0         | 3         | 0         | 1         | 1.000     |
| 2018  | LAD   | 15        | 0         | 1         | 0         | 0         | 1.000     |
| 2019  | SF    | 2         | 1         | 0         | 0         | 0         | 1.000     |
| 2020  | MIA   | 3         | 0         | 0         | 0         | 0         | ----      |
| MLB   | MLB   | 61        | 2         | 7         | 0         | 1         | 1.000     |

- 2020年度シーズン終了時

### 記録
- 初登板：2015年6月5日、対ボストン・レッドソックス戦、7回裏に4番手で救援登板、2回無失点[9]
- 初奪三振：同上、ブレイク・スワイハートより空振り三振[10]

### 背番号
- 29（2015年）
- 44（2016年 - 同年途中）
- 61（2016年途中 - 同年終了）
- 43（2018年）
- 46（2019年 - 2020年）

### 代表歴
- 2013 ワールド・ベースボール・クラシック・イタリア代表
- 2017 ワールド・ベースボール・クラシック・イタリア代表